# Acid malonic
Acid malonic (tên hệ thống IUPAC: acid propanedioic) là một acid dicarboxylic có cấu trúc CH2 (COOH)2. Dạng ion hóa của acid malonic, cũng như các ester và muối của nó, được gọi là malonat. Ví dụ, diethyl malonate là malonic acid của diethyl ester. Tên bắt nguồn từ tiếng  Hy Lạp μᾶλọn (malon) có nghĩa là 'quả táo'.

## Hóa sinh
Acid malonic thường bị nhầm lẫn xảy ra trong củ cải đường ở nồng độ cao. Tuy nhiên, một nghiên cứu về thành phần của rượu củ cải đường cho thấy không có axit malonic. Nó tồn tại ở trạng thái bình thường như tinh thể màu trắng. Acid malonic là ví dụ kinh điển của chất ức chế cạnh tranh: Nó có tác dụng chống lại succinate dehydrogenase  (phức II) trong chuỗi vận chuyển điện tử hô hấp.

## Điều chế
Một cách điều chế cổ điển của axit malonic bắt đầu từ axit chloroacetic:

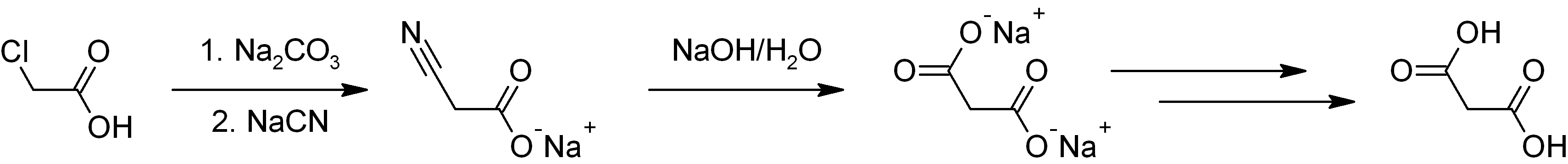
Điều chế axit malonic từ axit chloroacetic.

Natri cacbonat tạo ra muối natri, sau đó được phản ứng với natri xyanua để cung cấp các cyano muối axit axetic qua một cách thay thế nucleophin. Nhóm nitrile có thể được thủy phân bằng natri hydroxide thành natri malonate và axit hóa gắn axit malonic. Tuy nhiên, về mặt công nghiệp, axit malonic được sản xuất bằng cách thủy phân dimethyl malonate hoặc diethyl malonate.
Axit malonic được điều chế lần đầu tiên vào năm 1858 bởi nhà hóa học người Pháp Victor Dessaignes (1800-1885) thông qua quá trình oxy hóa axit malic.
Axit malonic đã được sản xuất thông qua quá trình lên men glucose.

## Phản ứng hữu cơ
Trong một phản ứng nổi tiếng, axit malonic ngưng tụ với urê để tạo thành axit barbituric. Axit malonic cũng thường được sử dụng làm enolate trong ngưng tụ Knoevenagel hoặc cô đặc với acetone để tạo thành axit Meldrum. Các este của axit malonic cũng được sử dụng như một - CH 2 COOH synthon trong tổng hợp este malonic.
Ngoài ra, Coenzyme A dẫn xuất của malonate, malonyl-CoA, là tiền chất quan trọng trong sinh tổng hợp axit béo cùng với acetyl CoA. Malonyl CoA được hình thành từ acetyl CoA do tác dụng của acetyl-CoA carboxylase, và malonate được chuyển đến protein vận chuyển acyl để thêm vào chuỗi axit béo.
Axit malonic cũng được biết đến là một chất ức chế cạnh tranh của succinic dehydrogenase, enzyme chịu trách nhiệm khử hydrat hóa succatine trong chu trình Krebs.

## Bệnh học
Sự tăng nồng độ axit malonic cùng với axit methylmalonic có thể là dấu hiệu của bệnh lý nhiễm kết hợp axit malonic và methylmalonic trong nước tiểu (CMAMMA) mà thường bị bỏ sót. Bằng việc tính tỉ lệ axit malonic/axit metylmalonic trong huyết tương, CMAMMA có thể được phân biệt với bệnh lý nhiễm axit methylmalonic trong máu cổ điển.